# 北ゲルマン語群
北ゲルマン語群（きたゲルマンごぐん）とは、インド・ヨーロッパ語族ゲルマン語派の一分派。この中でも東西に分かれて発達してきた。北欧語（ほくおうご）、ノルド語（ノルドご）と呼ばれることもある。

## 概要

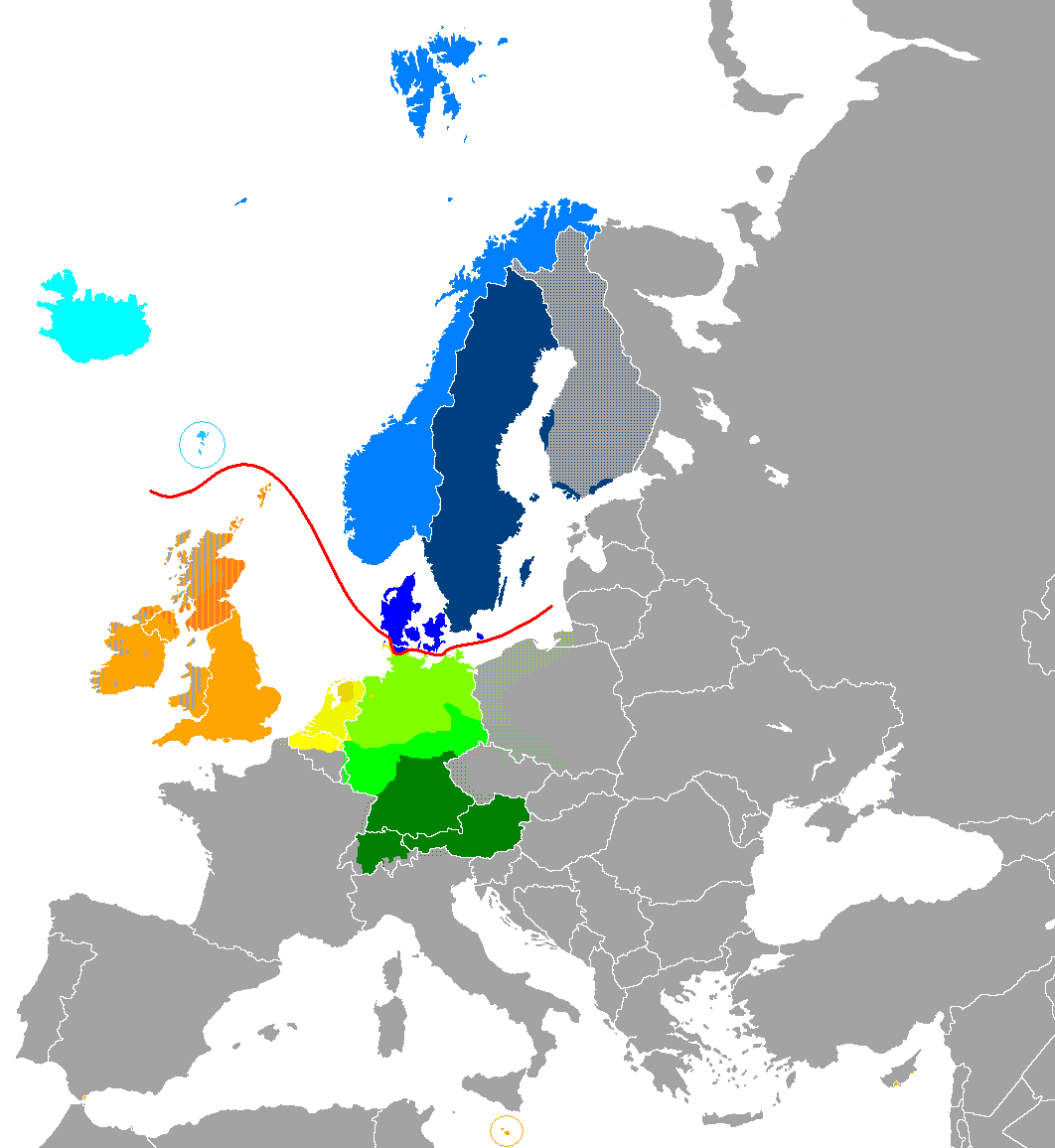
現代ヨーロッパのゲルマン語派:
北と西を分ける境界線
北ゲルマン語群
アイスランド語
フェロー語
ノルウェー語
デンマーク語
スウェーデン語
西ゲルマン語群
スコットランド語
英語
フリジア語
オランダ語
低地ドイツ語
中部ドイツ語
上部ドイツ語

### 古語の歴史的分類[2]
- ゲルマン祖語
  - 北西ゲルマン語
    - 北ゲルマン語
      - 古ノルド語
        - 古西ノルド語：古アイスランド語，古ノルウェー語
        - 古東ノルド語：古スウェーデン語，古デンマーク語，古ゴットランド語

### 現代ゲルマン語の分類
- 北スカンディナヴィア語群と南スカンディナヴィア語群、西スカンディナビア語群に分ける分類法[3]
  - 北スカンディナヴィア語群
    - スウェーデン語
    - 古ゴットランド語

  - 南スカンディナヴィア語群
    - デンマーク語

  - 西スカンディナビア語群
    - アイスランド語
    - フェロー語
    - ノルウェー語(ブークモール、ニーノシュク)
    - 古ノルド語
- 東スカンディナヴィア語群と西スカンディナヴィア語群に分ける分類法[4]
  - 東スカンディナヴィア語群（フランス語版）
    - デンマーク語
    - スウェーデン語

  - 西スカンディナヴィア語群（フランス語版）
    - ノルウェー語
    - アイスランド語
    - フェロー語
- 大陸北ゲルマン語と離島北ゲルマン語に分ける分類法[2]
  - 大陸北ゲルマン語
    - デンマーク語
    - スウェーデン語
    - ノルウェー語(ブークモール、ニーノシュク)

  - 離島北ゲルマン語
    - アイスランド語
    - フェロー語
    - ノルン語+

この中で、アイスランド語は他の諸語と異なり、10世紀にノルウェーからアイスランドに人類が移住したときとほとんど変わらない姿を保っており、ノルド祖語と大部分の単語を共有している。そのため、言語学的にも非常に重要な存在である。
ノルウェー語には、スウェーデン語やデンマーク語に近いブークモールと、ノルウェーに土着の本来の言葉に範を置くとされるニーノシュクの2つがあるが、実際にはブークモールのほうが幅広く使われている。また、デンマーク語・ノルウェー語の内のブークモール・スウェーデン語は言語学的には同一言語の方言とみなされることがあり、この3言語間であれば通訳なしでも意思疎通に事欠かないことも少なくない。ただし、デンマーク語に関しては独特の声門閉鎖音（イギリス英語のロンドン方言の一つである河口域英語では頻繁に現れ、日本では薩隅方言に見られる）があることもあり、他言語の標準語話者には聞き取りにくい。なお、3ヵ国の政府によって、正書法を共通化させる努力が常に行われている。
フィンランドは地理的にスカンジナビアの一部だが、フィンランド語はウラル語族に属しているため、この言語グループの一部ではない。

## 文法
アイスランド語やフェロー語は、ドイツ語同様に名詞も格変化を行ったり、男性名詞・中性名詞・女性名詞の3つの性を持つなど非常に複雑だが、それ以外の言語では男性名詞と女性名詞が融合し共性名詞（両性名詞）という扱いになっており、名詞の格変化も消滅している（ニーノシュクは3性を持つこともあるが）。この点はオランダ語と共通している。
また、大陸の3言語では敬称二人称がほとんどなくなり、本来は親称であったduが幅広く使われる傾向にある。